# Jim Balsillie
James Laurence "Jim" Balsillie (3 de fevereiro de 1961) é um empresário canadense e co-fundador do Research In Motion. Balsille nasceu em Seaforth e passou a maior parte de sua infância em Peterborough, onde sua família mudou-se em 1966. Balsille graduou da Universidade de Toronto (da Universidade de Trinity College), recebendo seu mestrado da Universidade de Harvard em 1989. Em 2003, foi eleito um fellow do Institute of Chartered Accountants of Ontario (Instituto de Contadores Registrados de Ontário). Com uma fortuna estimada em 1,8 bilhões de dólares canadenses, Balsille está entre as 500 pessoas mais ricas do mundo.
Balsille é conhecido por ser um atleta, tendo sido nomeado Atleta do Ano na Universidade de Toronto, jogado hóquei no gelo e golfe em níveis competitivos, e é técnico da equipe de futebol e basquete de seu filho. Tentou comprar várias vezes uma equipe de hóquei no gelo da NHL, com o objetivo de mudar a equipe para Hamilton, mas sem sucesso. Tais equipes foram o Pittsburgh Penguins, o Nashville Predators, e o Phoenix Coyotes.